# Challans-Gois-Communauté
Challans-Gois-Communauté, appelée couramment « Challans-Gois », est une intercommunalité à fiscalité propre française située dans le département de la Vendée et la région des Pays de la Loire.
Créée le 1er janvier 2017, elle résulte de la fusion de la communauté de communes du Pays-de-Challans et de celle du Pays-du-Gois.

## Histoire
Dans le cadre de la loi du 7 août 2015 portant nouvelle organisation territoriale de la République (Notre), le Gouvernement élève à 15 000 habitants le seuil des intercommunalités à fiscalité propre dans le but d’obtenir des territoires plus cohérents, adaptés aux « bassins de vie » et dotés d’une capacité de mutualisation plus importante.
La communauté de communes du Pays-du-Gois, dotée de 10 337 habitants au recensement de 2013, était contrainte à s’associer avec une communauté de communes voisine. Le projet de révision du schéma départemental de coopération intercommunale de la Vendée, proposé par le préfet en octobre 2015, suggérait donc la fusion du Pays-du-Gois et de l’Île-de-Noirmoutier. Néanmoins, face à la pression d’une partie des Noirmoutrins, le président du conseil communautaire de l’Île-de-Noirmoutier souhaite faire valoir l’exception d’insularité contenue dans la loi Notre et propose un amendement en commission départementale de coopération intercommunale contre l’association avec le Pays-du-Gois. Ce dernier se voit donc proposer un rapprochement avec la communauté de communes du Pays-de-Challans — également agrandie par rapprochement de Saint-Christophe-du-Ligneron — dans le schéma départemental approuvé en mars 2016.
La communauté de communes est créée par un arrêté préfectoral pris le 9 décembre 2016, avec effet au 1er janvier 2017. Son nom, Challans-Gois-Communauté, est soumis à approbation et validé entre juillet et septembre 2016,.

## Territoire communautaire

### Géographie
Située au nord-ouest  du département de la Vendée,  dans un territoire marqué du point de vue paysager par le Bas-Bocage et par le Marais breton, la communauté de communes Challans-Gois Communauté regroupe 11 communes et présente une superficie de 440,3 km2.

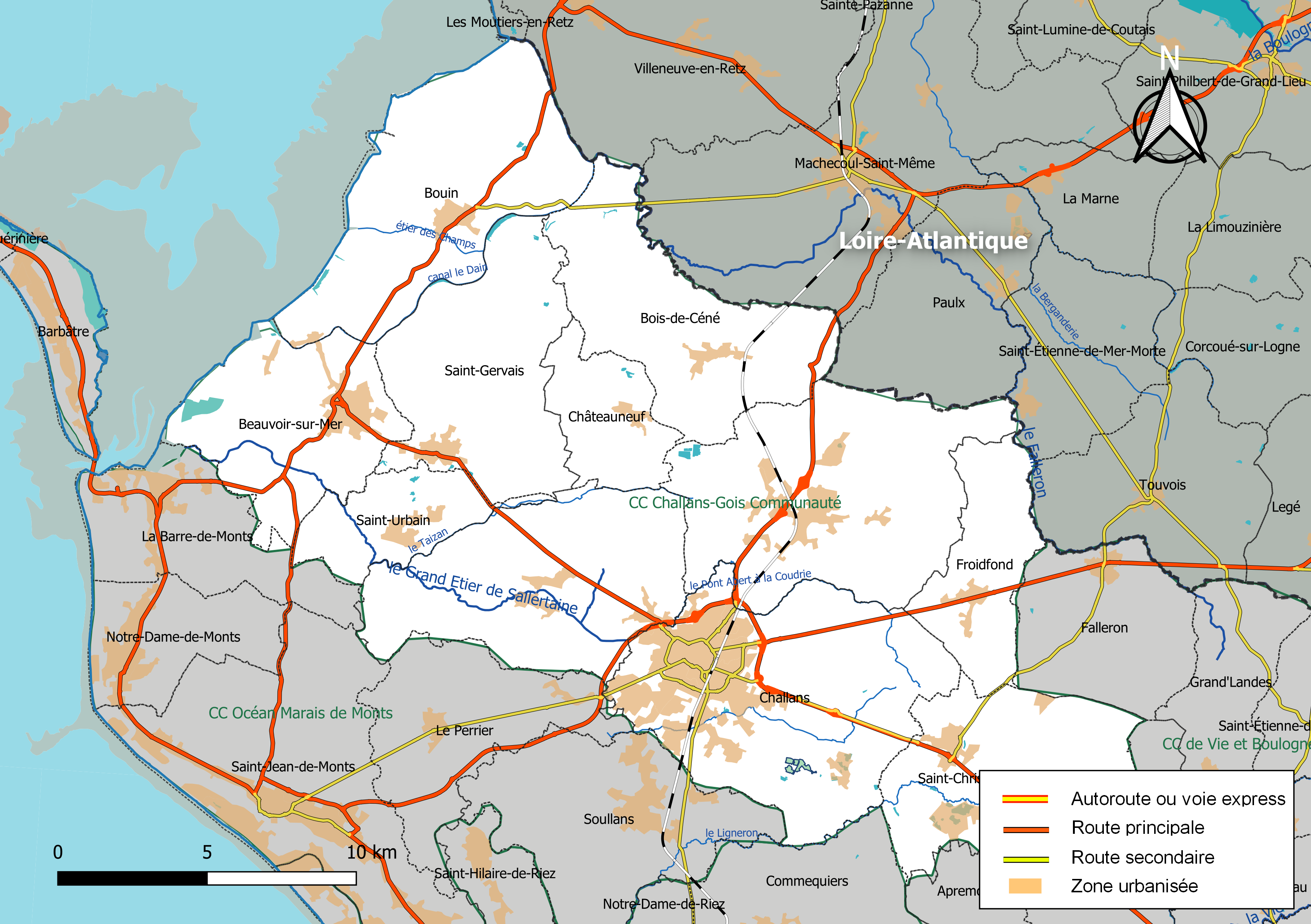
Carte de la communauté de communes Challans-Gois Communauté au 1er janvier 2019.

### Composition
La communauté de communes est composée des 11 communes suivantes :

| Nom                          | Code Insee | Gentilé       | Superficie (km2) | Population (dernière pop. légale) | Densité (hab./km2) |
| ---------------------------- | ---------- | ------------- | ---------------- | --------------------------------- | ------------------ |
| Challans (siège)             | 85047      | Challandais   | 64,84            | 22 890 (2022)                     | 353                |
| Beauvoir-sur-Mer             | 85018      | Belvérins     | 35,19            | 3 955 (2022)                      | 112                |
| Bois-de-Céné                 | 85024      | Cenéens       | 41,89            | 2 215 (2022)                      | 53                 |
| Bouin                        | 85029      |               | 51,31            | 2 169 (2022)                      | 42                 |
| Châteauneuf                  | 85062      |               | 15,92            | 1 144 (2022)                      | 72                 |
| Froidfond                    | 85095      | Froidfondais  | 21,51            | 2 128 (2022)                      | 99                 |
| La Garnache                  | 85096      | Garnachois    | 59,49            | 5 413 (2022)                      | 91                 |
| Saint-Christophe-du-Ligneron | 85204      | Ligneronnais  | 42,42            | 2 653 (2022)                      | 63                 |

Limites communales du territoire communautaire.

| Saint-Gervais                | 85221      |               | 41,9             | 2 752 (2022)                      | 66                 |
| Saint-Urbain                 | 85273      |               | 16,39            | 1 996 (2022)                      | 122                |
| Sallertaine                  | 85280      | Sallertainois | 49,45            | 3 390 (2022)                      | 69                 |

### Instances administratives
Dépendant administrativement de l’arrondissement des Sables-d’Olonne, les communes de l’intercommunalité appartiennent aux cantons de Challans et de Saint-Jean-de-Monts depuis le 2 avril 2015.

## Administration

### Siège
Le siège de Challans-Gois-Communauté se situe au 1, boulevard Lucien-Dodin, à Challans.

### Conseil communautaire
Selon l’arrêté préfectoral portant établissement du nombre et répartition des délégués du 25 novembre 2016, le conseil communautaire comprend par commune :
| Nombre de délégués                  | Communes                                                          |
| ----------------------------------- | ----------------------------------------------------------------- |
| 19                                  | Challans                                                          |
| 4                                   | Beauvoir-sur-Mer et La Garnache                                   |
| 2                                   | Bouin, Saint-Christophe-du-Ligneron, Saint-Gervais et Sallertaine |
| 1                                   | Bois-de-Céné, Châteauneuf, Froidfond et Saint-Urbain              |
| Conseil communautaire : 39 membres. |                                                                   |

### Présidence
| Période         | Période         | Identité        | Étiquette | Qualité |
| --------------- | --------------- | --------------- | --------- | --- |
| 12 janvier 2017 | 16 juillet 2020 | Serge Rondeau   | DVD       | Maire de Challans (2008-2020) Conseiller général puis conseiller départemental, élu dans le canton de Challans (depuis 2011) |
| 16 juillet 2020 | En cours        | Alexandre Huvet | LREM      | Premier adjoint au maire de Challans (depuis 2020) - ancien suppléant du député Modem Philippe Latombe.                      |

## Identité visuelle
Rendu public le 15 décembre 2016, un logotype représente la communauté de communes à compter du 1er janvier 2017.

Logotype (depuis 2017).